# 機車重聯

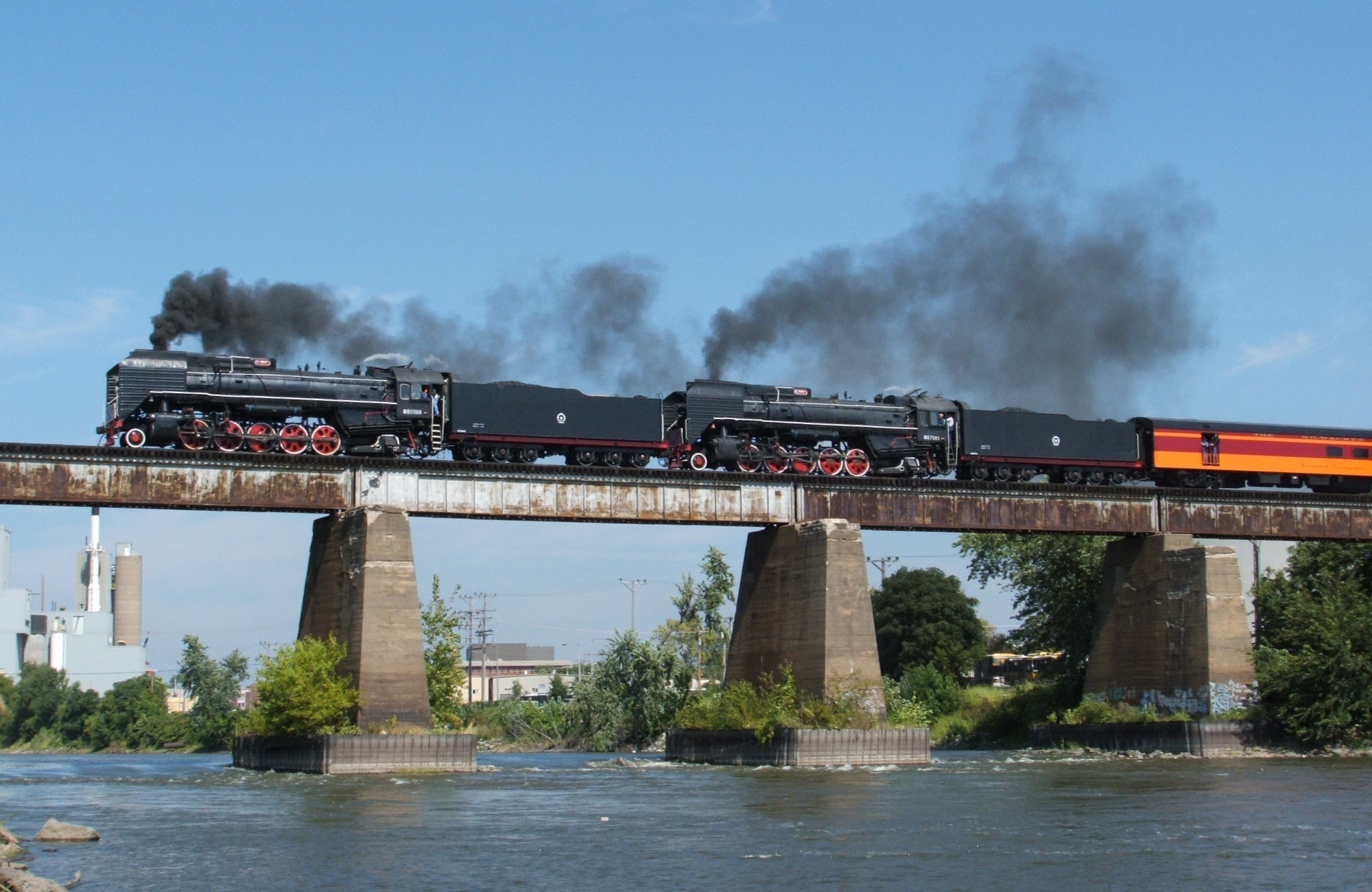
2台重聯運轉的前進型蒸汽機車

在鐵路術語中，機車重聯（也稱多機重聯），是指以兩台或以上的機車牽引的列車。在列車需要行走爬坡路段、載重大或編排更多車輛等情況下，便需要使用「重聯」。

## 特点
進行重聯的機車需具備性能相近的條件，假若某輛機車的速度與其他不一，其車輛會與路軌滑動並摩擦，並有機會引起多種不良後果。
一列火車以兩輛或以上的蒸汽機車牽引運行，每輛機車均需司機及司爐操作。直至日後的柴油及電力機車出現，方能以一端駕駛室，透過機車間的重聯插座傳遞指令，直接控制多台重聯機車。而在固定重聯機車中，各重聯節以風琴式接口、永久車鉤及十數條固定電纜接駁。

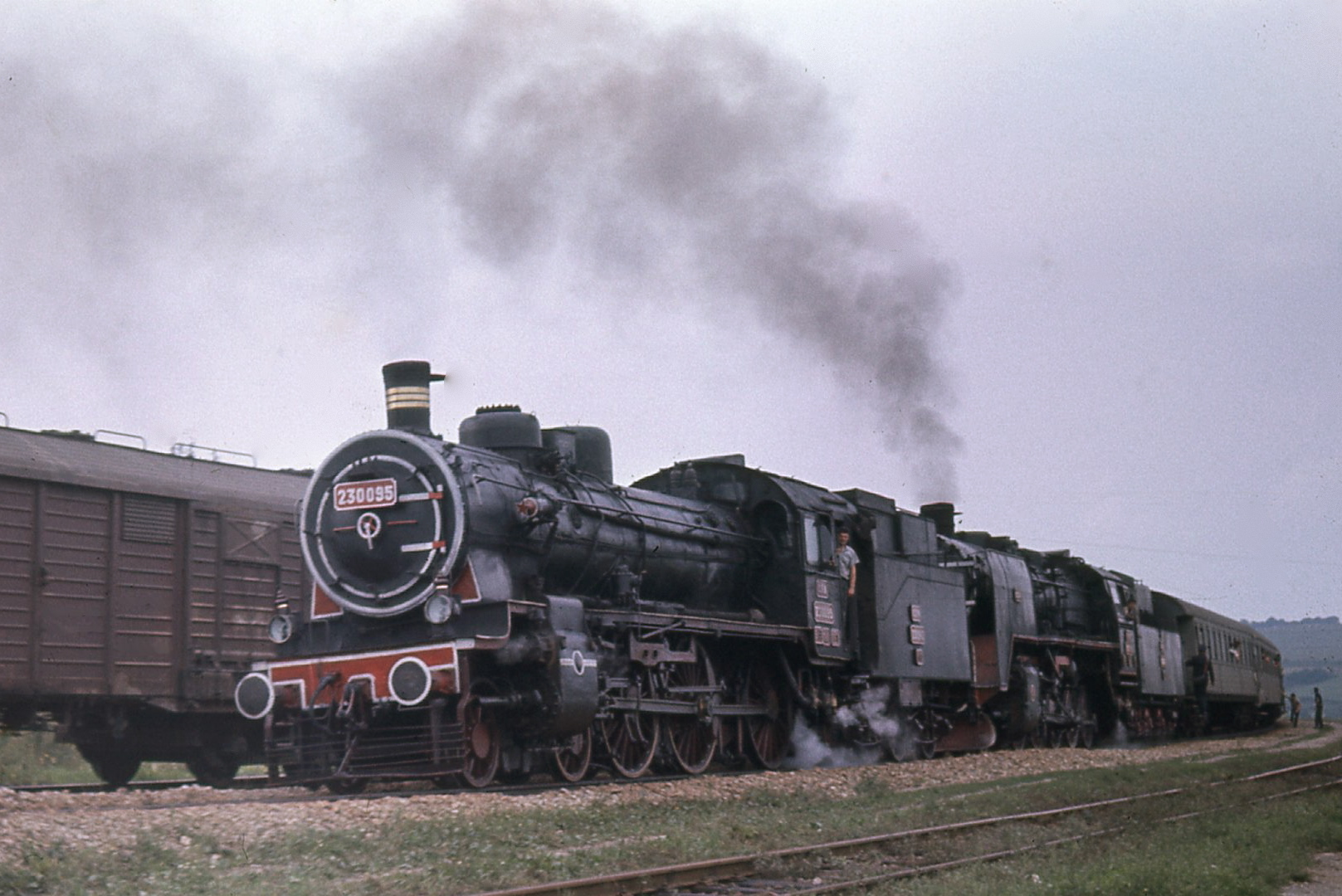
2台重聯運轉的罗马尼亚国铁230型蒸汽机车

## 在各国的运用情况

#### 中国

##### 中国铁路
机车绝大多数可透过非电气重连，同型号车部分具有电气重连能力。另外，部分機車（包括韶山4型電力機車、東風11G型柴油機車及約近半數「和諧」系列交流電機車型號）通常以雙機固定重聯方式行走。在未來新研製的「和諧」系列機車中，雙機固定重聯將變得普遍，以克服中國各地不平坦的地勢。但是，原先以固定重聯方式設計的HXD1G及HXD3G（現作為CR200J動車組一部分，每端僅使用一節機車），將來不會以此模式營運。
- 在1990年代初，九廣鐵路英段（今港鐵東鐵線）曾經將英製通勤列車以重聯方式（由四列3卡列車，重聯成一列12卡列車；四列列車互不相通）營運，以實施通勤化，加強載客能力；但是，隨著列車中期翻新工程在1996-1999年間展開，此等重聯營運方式不再出現，而本來重聯的駕駛室車卡亦被改裝為一般車卡，僅保留調動時用訊號燈，使12卡車廂在不改變列車編組下均能貫通。
- 在城際直通車，凡遇上惡劣天氣、機頭故障，又或該班次列車為接載港區人大政協代表的京九直通車專列，均會以雙機重聯方式，由兩輛指定的韶山8型電力機車牽引，行走於廣州東站與紅磡站間；而在內地使用其他機車的路段亦然，一般在兩會前後或華南地區雨季多見；而在停運前的肇九直通車廣州東至佛山路段，所用的東風11G型柴油機車通常以雙機固定重聯方式行走。
- 兩輛在東鐵線、馬鞍山線及西鐵線使用的奧地利製路軌碾磨車RL0044及RL0045，必須以雙機固定重聯方式行走。
- 而在港鐵的術語當中，則將機車重聯分為兩種：「相連機車」（利用機械和電力方式連接，並啟用控制端機車的重聯控制功能）和「串聯機車」（只利用機械方式連接，前後機車司機各自操控）。

##### 專用運煤鐵路
由於每次要應付運送超過100节的煤炭货车，大秦铁路股份、神華集團等工礦或相关铁路企業轄下鐵路的電力機車（韶山4B型電力機車、和諧1型電力機車、和諧2型電力機車）一律設計成以雙機，甚至六機（只適用於和諧1型機車，專為神華製造，中間節無駕駛室及集電弓）固定重聯方式行走，有時更需以多輛特製HXD1重聯運行。

##### 地鐵
- 广州地铁3号线曾购入40组3节车厢的南车株机-西门子列车以试验“小编组，高密度”的车辆编组模式并等待6节车厢的南车株机列车。但3号线极高的客流量和车型偏小导致车辆经常满载。最终试验失败，所有该批次的列车全数每两组重联为6节车厢，两组列车仍互不相通，以充分利用站台长度和提高单次载客量。
- 长春轨道交通3号线上的 2000 系电车有两车重联的情况（2014-09-26 摄于硅谷大街站）[2]。

### 美洲

#### 加拿大
由於貨運線與客運線不同，且行經皆冰川、森林等，需要二重連以上才能從溫哥華到內陸。

#### 美國
代表性使用國，尤其是在橫貫鐵路上常見二重連、三重連，甚至是五重連，牽引數百輛、全長近三公里的貨運列車運行。

### 非洲

#### 南非
- 貨運線以蒸汽機車二重連運行。
- 客運車以「藍色列車」是其二重連代表。

## 圖片

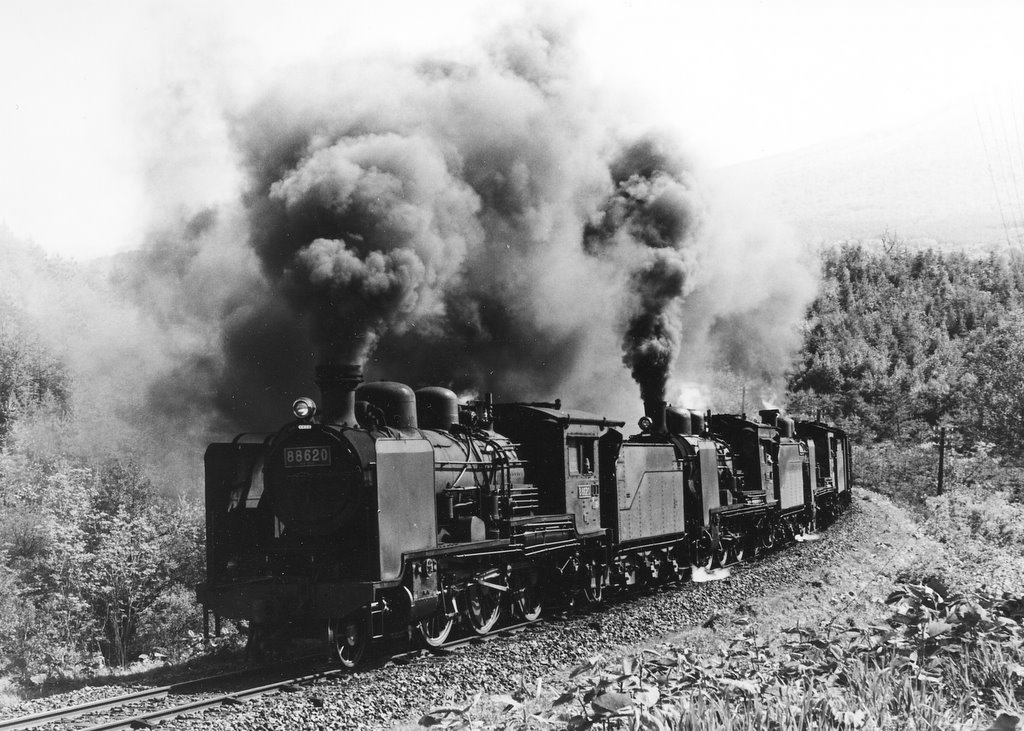
3台重聯運轉的日本国铁8620型蒸汽機車
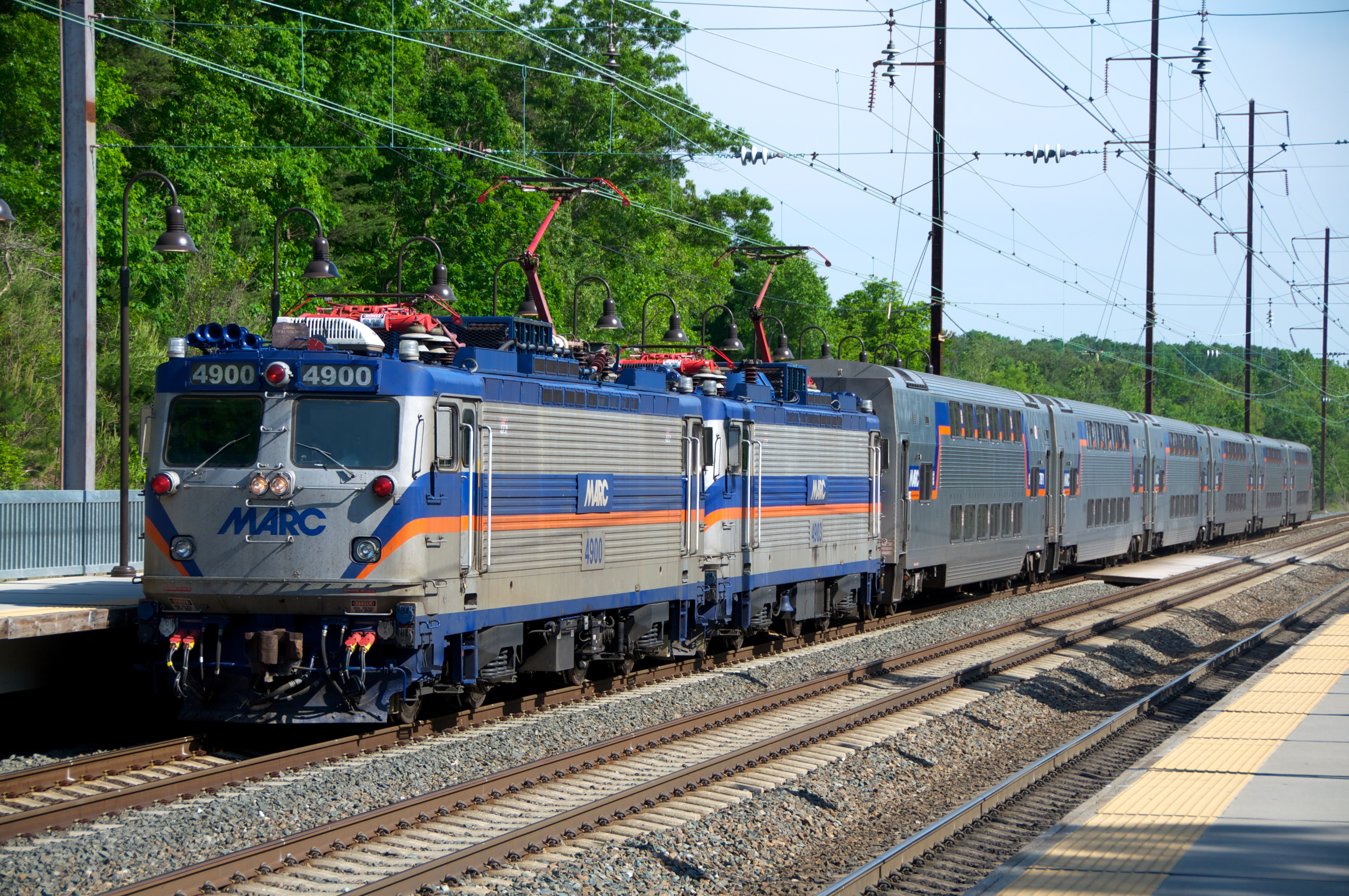
2台重聯運轉的EMD制造的马里兰区域通勤铁路AEM-7型电力机车
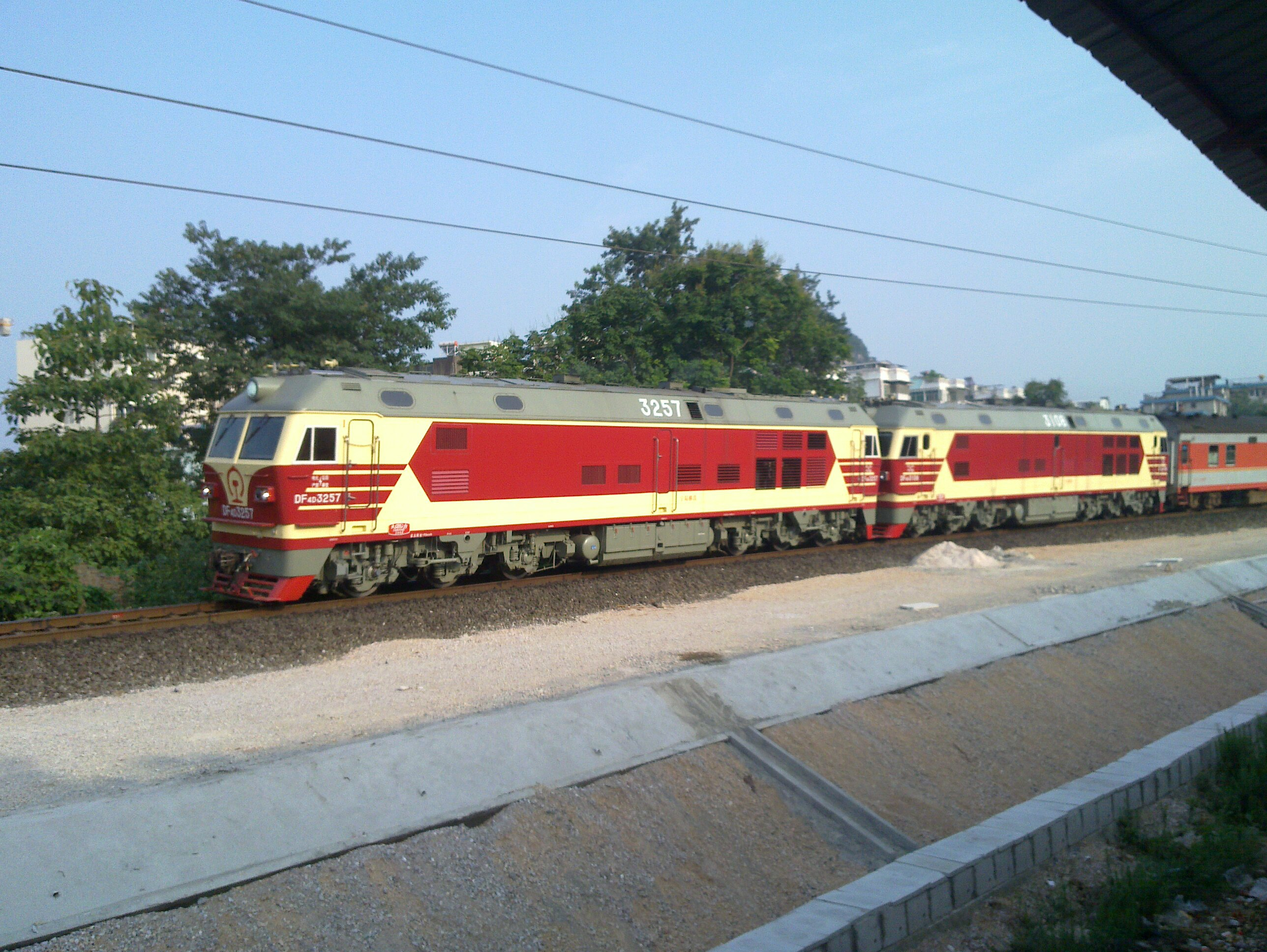
2台重聯運轉的中国国铁东风4D型柴油机车
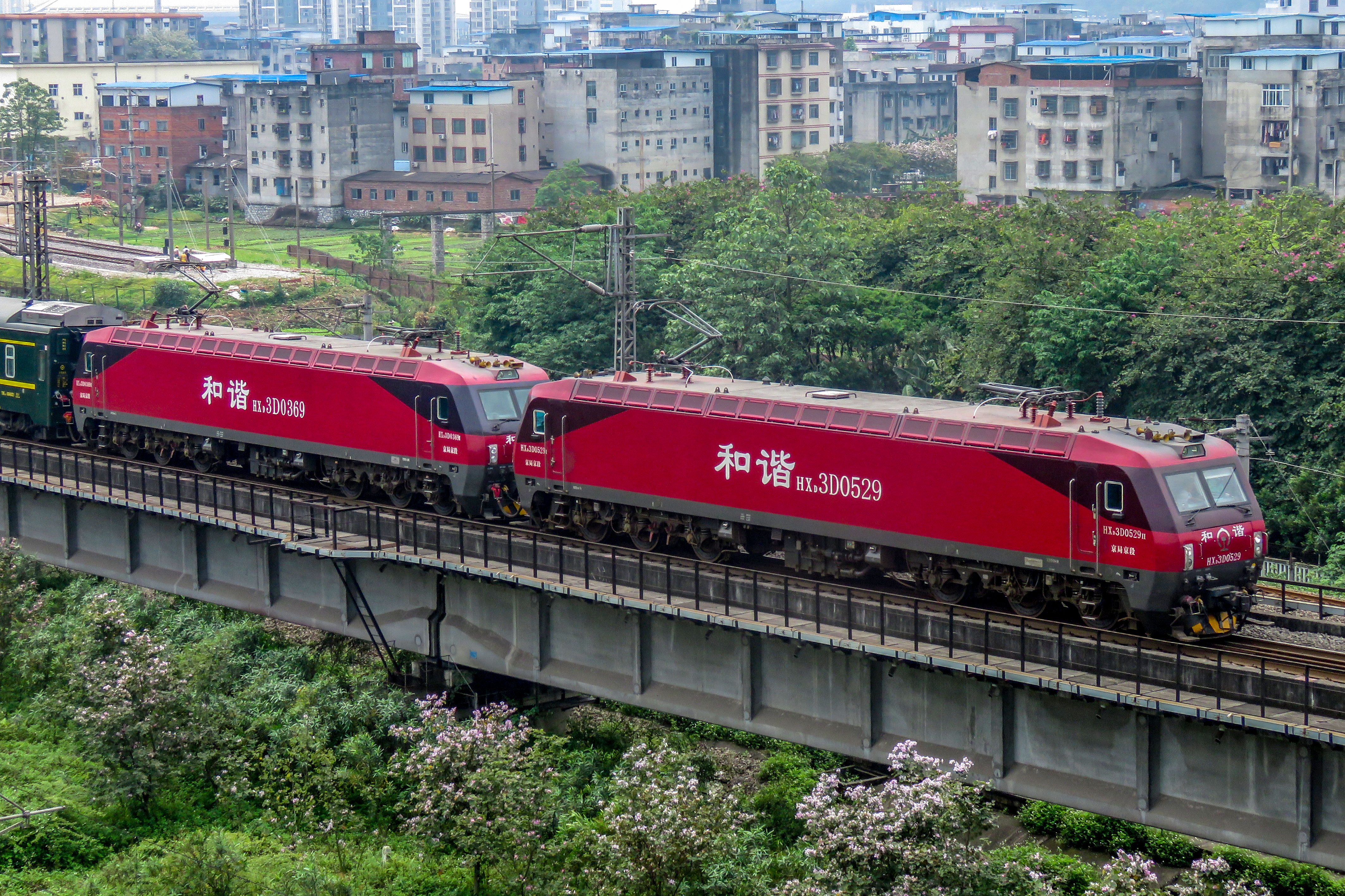
双机运行的中国国铁和谐3D型电力机车牵引Z6次列車
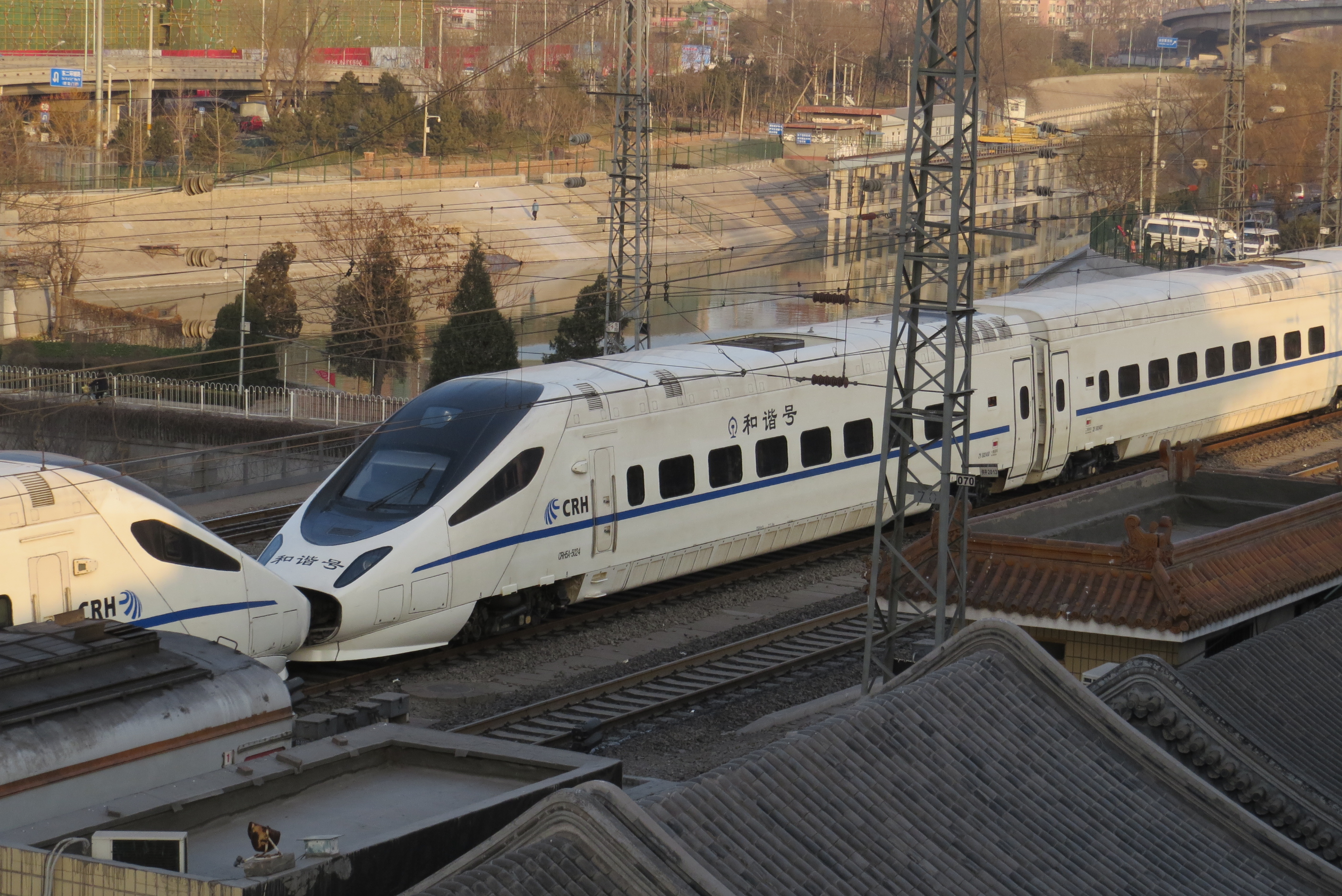
重联运行的CRH5A型电力动车组
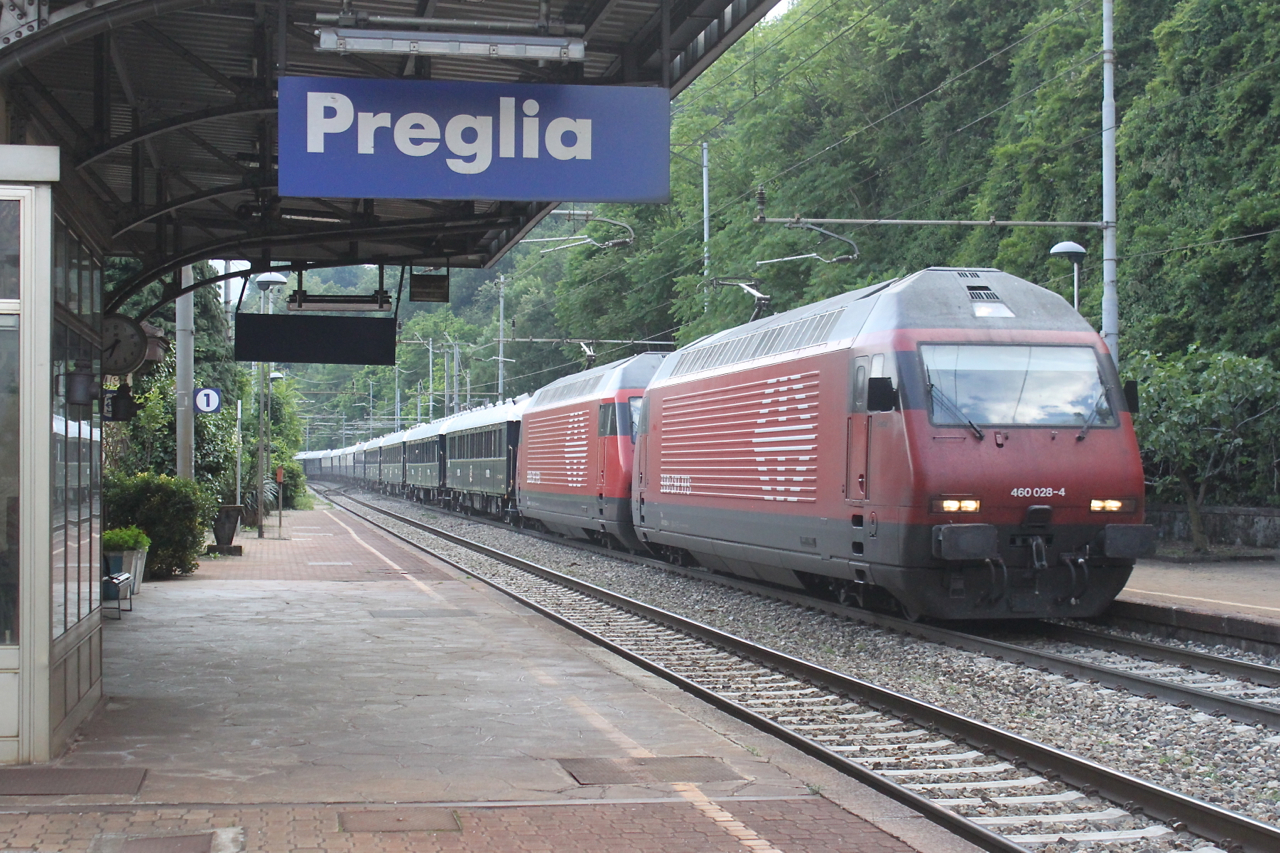
双机瑞士联邦铁路Re460型電力機車牵引威尼斯-辛普伦东方快车
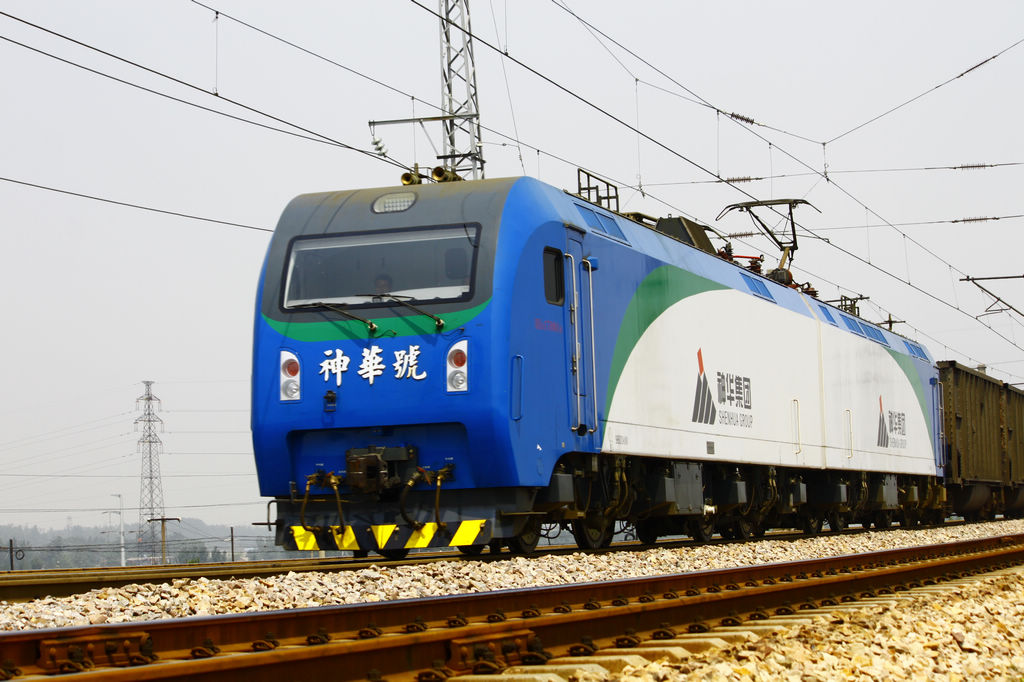
神華集團的和諧1型電力機車以雙機固定重聯方式運轉